# Vol (comando)

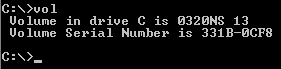
Vol no Windows XP.

Em alguns sistemas operacionais (por exemplo, DOS, FlexOS, OS/2, Microsoft Windows e ReactOS) vol é um comando dentro dos interpretadores de linha de comando (shells), como COMMAND.COM e o cmd.exe. Ele é usado para exibir o rótulo de volume e o número de série de volume em uma unidade lógica, como uma partição de disco rígido ou um disquete, se existirem.
O comando também está disponível no shell EFI.

## Sintaxe
```
vol [Unidade:]
```

Argumentos:
- Unidade: Este argumento de linha de comando especifica a letra da unidade do disco para a qual exibir o rótulo do volume e o número de série.

Observação:
- No Windows, o número de série do volume é exibido apenas para discos formatados com o MS-DOS versão 4.0 ou posterior.
- O OS/2 permite que o usuário especifique mais de uma unidade. O comando vol exibe os rótulos de volume consecutivamente.

## Exemplos

### OS/2
```
[C:\]vol C:
```

```
The volume label in drive C is OS/2.
The Volume Serial Number is 0815:1611.
```

### Windows
```
C:\Users\Suporte>
vol
 C:

 O volume na unidade C é Windows

 O Número de Série do Volume é AAA7-DA6B

```

No exemplo acima, se a unidade C: não tiver rótulo de volume, será exibido "não tem nome".

## Sistemas de arquivos suportados
- FAT12
- FAT16
- FAT32
- exFAT
- NTFS